# Lingua lanc-patuá
Il Lanc-Patuá è una lingua creola parlata nello stato brasiliano dell'Amapá, principalmente intorno alla capitale, Macapá, da circa 40.000-50.000 persone. Il nome deriva dal francese Langue Patois che significa "semplice dialetto".